# Albert Wolf (Schauspieler)
Albert Wolf (* 14. Mai 1862 in Kassel; † 8. August 1938 in München) war ein deutscher Schauspieler, Sänger, Regisseur und  Theaterdirektor.

## Leben
Albert Wolf war Sohn eines Steuerbeamten. Er erhielt seine künstlerische Ausbildung bei Gustav Thies in Kassel. 1883 hatte er sein Debüt am Elysium-Theater in Stettin. Von dort ging er an die Vereinigten Theater von Glatz-Glogau-Sprottau. Von 1884 bis 1887 war er am Hoftheater in Oldenburg engagiert und von 1887 bis 1889 in Dessau.

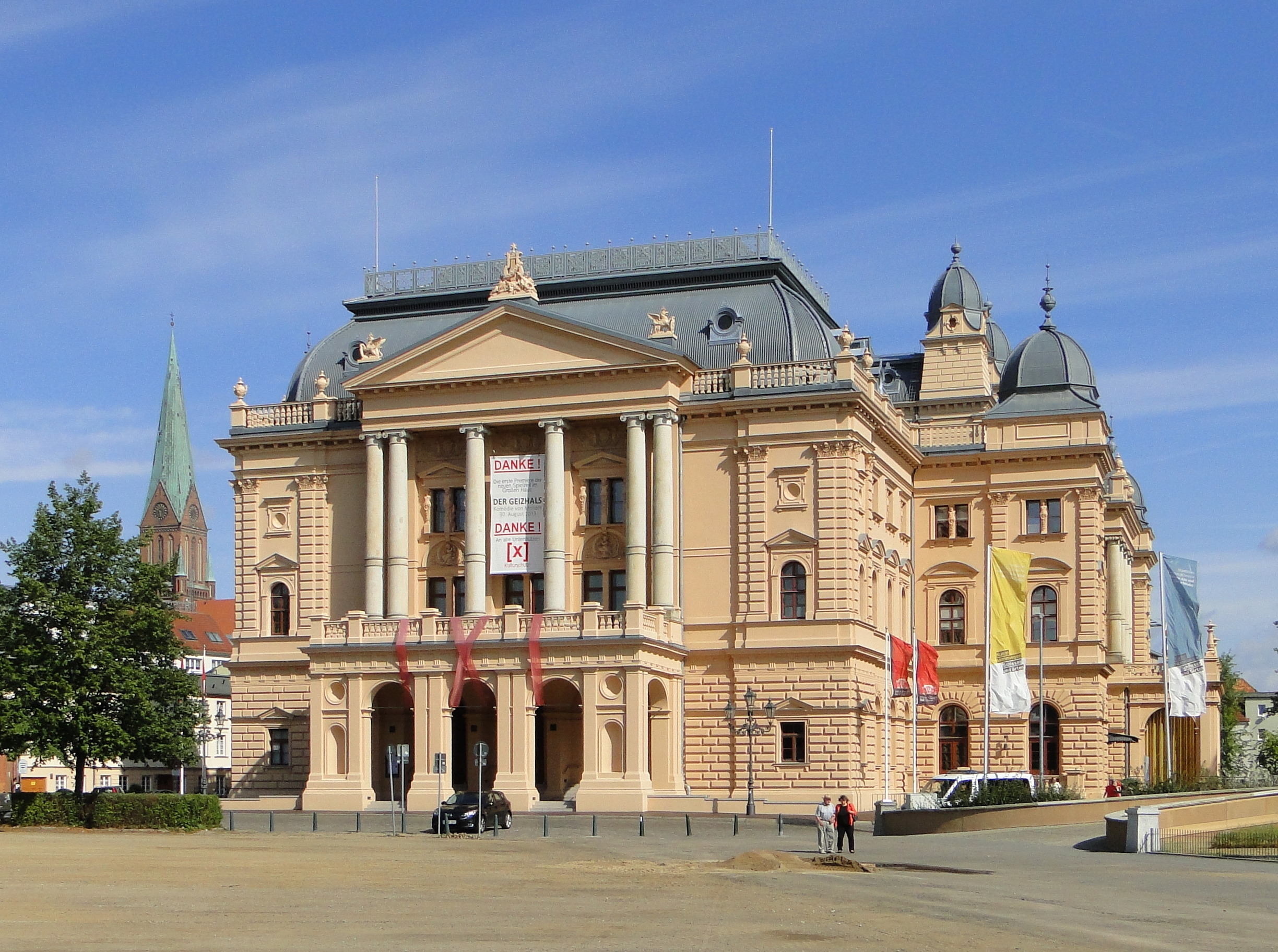
Theater in Schwerin

1889 kam er an das Hoftheater in Schwerin, wo er bis 1910 als Schauspieler und Regisseur, ab 1899 als Oberregisseur tätig war. Dieses war seine produktivste Zeit. In Schwerin wechselte er vom Jugendlichen Helden zum Charakterfach. Unter seiner Leitung fand hier am 15. Oktober 1900 die deutsche Erstaufführung von August Strindbergs Gustav Vasa statt. Die von ihm geschriebenen und inszenierten Festspiele zu höfischen Anlässen waren ein fester Bestandteil der Hofkultur der Residenzstadt des Großherzogtums Mecklenburg-Schwerin. Bei seinem Abgang von der Bühne 1910 wurde er mit dem Titel Intendanzrat geehrt. 
Von 1911 bis 1919 war er Direktor des Stadttheaters Elbing. 
Anschließend war er noch bis 1924 Schauspieler und Schauspieldirektor in St. Gallen. Seine letzten Lebensjahre verlebte er in Tutzing.
Er war verheiratet mit der Sängerin Minnie Haugs.

## Auszeichnungen
- Großherzogliche Verdienstmedaille in Gold am roten Band (1904)
- Hausorden der Wendischen Krone, Verdienstkreuz in Gold
- Gedenkmedaille Friedrich Franz III. (Mecklenburg)

## Werke
- Festspiel Blücher genannt Marschall Vorwärts.
- Jägers Abschied (1890 zur Verlegung des Mecklenburgischen Jägerbataillons Nr. 14 nach Colmar)
- Festspiel zur Vermählungsfeier Ihrer Hoheit der Herzogin Elisabeth zu Mecklenburg und Seiner Königlichen Hoheit des Erbgroßherzogs Friedrich August von Oldenburg am 24. Oktober 1896 … aufgeführt am Großherzoglichen Hoftheater zu Schwerin am 21. Oktober 1896.
- Festspiele zur Einzugsfeier Seiner Königlichen Hoheit des Großherzogs Friedrich Franz IV. von Mecklenburg-Schwerin und seiner hohen Gemahlin Ihrer Königlichen Hoheit der Großherzogin Alexandra … aufgeführt am Großherzoglichen Hoftheater zu Schwerin am 7. Juli 1904.